# تيم غراهام (مقدم تلفزيوني)
تيم غراهام (بالإنجليزية: Tim Graham)‏ هو مقدم تلفزيوني بريطاني، ولد في 1958، وتوفي في 6 سبتمبر 2015.